# Dicrepidius ramicornis
Dicrepidius ramicornis – gatunek chrząszcza z rodziny sprężykowatych.
Ten chrząszcz osiąga długość pomiędzy 15,5 i 25,5 mm.
Powierzchnia ciała jest czerwonawobrązowa. Jego ciało porasta umiarkowanie długie, cienkie, umiarkowanie gęste, żółtawe owłosienie.
Posiada czoło o kształcie łódkowatym, długości większej od szerokości, wydatnym przednim brzegu. Czułki, jedenastosegmentowe, jak u innych Dicerepidiina, różnią w zależności od płci (dymorfizm płciowy). U samców są one wachlarzowate, u samic − ząbkowane. Podstawa jest krótsza od oka. Segment drugi jest kulisty, jego następca zaś dysponuje bocznym wyrostkiem, jest krótszy od czwartego. Ostatni zwęża się apikalnie. Górna warga przypomina cienki pasek. Charakteryzuje się długimi setami. Żuwaczki są szerokie, występuje penicilluis.
Przedplecze o szerokości nieznacznie większej od długości zwęża się na przedzie. Aedagus samca, wydłużony, posiada podstawną część przewyższającą na długość paramery,krótsze od płata pośrodkowego.
Na goleniach widnieją krótkie ostrogi. W przeciwieństwie do nich tarczka jest wydłużona, a je brzeg tylny − zaokrąglony.
Chrząszcza zbadano dzięki okazom pochodzącym z Brazylii.